# 札幌ベンガルズ
札幌ベンガルズ（Sapporo Bengals）は、北海道札幌市を本拠地とするアメリカンフットボールチームで北海道社会人リーグ（ノースランドリーグ）に所属する。

## 概要
1974年に創設されたチーム。2013年4月現在、北海道社会人リーグ(NLL)10連覇中及び北日本社会人王座6連覇中である。
チームカラーは「グリーン×オレンジ」
冬期は練習もままならない北海道を本拠地としながらも、数多くの関東遠征を行い中央のJPFF強豪チームと熾烈な戦いを繰り広げている。
また、その実力は日本社会人アメリカンフットボールリーグXリーグにおいてX2上位～X1下位相当という見解もある。

## 2007年度
北海道社会人リーグを5連覇後、11月に札幌ドームで開催された第1回北海道・東北社会人選手権にて、東北代表の仙台ブラックボルツを30対0で下し、初代チャンピオンの座に就く。
翌2008年1月 横浜スタジアムで開催されたプライベートリーグ日本一決定戦「オーシャンボウル」の第一試合（招待試合）に出場。JPFF東日本2位の強豪ブランディングスとのカードとなり注目を集めたが、42対0という一方的なスコアで大勝。地方のチームが中央の強豪チームと戦力的に遜色がないことを証明した。

## 2008年度
北海道社会人リーグを6連覇後、11月に仙台市泉区の東北学院大学で開催された第2回北海道・東北社会人選手権に2年連続出場。東北代表の新鋭弘前グリーンサージェントの挑戦を61対27で退け、同選手権2連覇を達成した。

## 2009年度
北海道社会人リーグを7連覇後、11月に札幌ドームで開催された第3回北海道・東北社会人選手権に北海道代表として3年連続出場。東北代表は2年ぶりの出場である仙台ブラックボルツ。雪辱に燃える仙台のリベンジマッチであったが、終わってみれば62対19という危なげないスコアで、札幌ベンガルズが北日本王座3連覇を成し遂げた。
翌2010年2月、横浜スタジアムでのオーシャンボウル第一試合において、09年度JPFF東日本準優勝の強豪川崎グリズリーズと対戦したが、接戦の末18対21で惜敗した。

## 2010年度
6月、静岡県伊東市志太スタジアムにて開催されたJPFF交流戦において、関東の強豪世田谷サウスランドレイダースと対決、27-0で完勝した。
また、10月に激戦の北海道社会人リーグにおいて8連覇を果たし、12月には札幌ドームで開催された第4回北海道・東北社会人選手権に4年連続出場。2年ぶり東北代表となった弘前グリーンサージェントの再挑戦を38対6で退け、同選手権4連覇を達成した。翌2011年2月、川崎球場でのオーシャンボウル第一試合において、10年度JPFF東日本準優勝のブランディングスと対戦、激闘の末28対13で勝利し、1年振りに東日本王座を奪還した。

## 2011年度
北海道社会人リーグを9連覇後、宮城県仙台市宮城野区 宮城自転車競技場にて行われた絆ボウル(この年より「東北社会人選手権」から「絆ボウル」に呼称変更)で東北代表 弘前グリーンサージェントと対戦。35-7で勝利し呼称変更前の同選手権を含めて5連覇を達成。

## 2012年度
2012年秋季リーグ戦。ターニングポイントとなったのはリーグ戦第3節であった。
札幌ギャンブラーズリードで迎えた第4Q、試合終了8秒前にQB#1藤澤からWR#12坂本(2012年度主将)へのパスが成功し逆転。劇的な勝利で天王山を制し、その勢いで北海道社会人リーグ10連覇を達成した。
その後行われた絆ボウルでは初出場となる秋田ラムズと対戦。40-7で勝利し、同選手権6連覇とし記録を伸ばした。

## 選手層
かつては関東・関西の上位リーグ経験者を多く擁する「恵まれたチーム」との見解であったが、最近は道内大学からの入団選手が大部分を占める「道産子チーム」となっている。
特に大学時代に上位リーグに所属していなかったチームの選手がベンガルズ入団後に台頭するなど、過去の所属にとらわれない目覚しい活躍を見せている。
また、チーム名に本拠地「札幌」の名を冠しているが、選手の居住地は北海道各地に広がっている。中には札幌から200km以上離れた紋別市、帯広市、釧路市、函館市の選手も在籍している。

## 主なボウルゲーム
春季開催の「ハマナスボウル」、「らいらっくボウル」、オールスターの「ポテトボウル」、秋季リーグ戦優勝後に東北リーグ優勝チームと行われる「絆ボウル(2011年より呼称変更)」冬季「ホワイトボウル」など。

## チアリーディングチーム
同競技において強豪である「札幌チアリーディングチーム・ボンバーズ」が札幌ベンガルズの応援に当たっている。

## おもな所属選手
- 高橋優和　オフェンスライン　出身地：北海道 北海道工業大学卒
- 柴田大　クオーターバック　出身地：東京都 横浜国立大学卒
- 坂本孝宣　ワイドレシーバー　出身地：北海道 北海道医療大学卒
- 斎藤一成　ディフェンスライン　出身地：北海道 酪農学園大学卒
- 浜谷保光　ラインバッカー　出身地：北海道 札幌大学卒
- 和田幸憲　ディフェンスバック　出身地：北海道 北海学園大学卒